# Formosa TV
Formosa TV é uma emissora de televisão taiwanesa, fundada em 27 de março de 1996. A FTV teve sua primeira transmissão em 11 de junho de 1997.

## Canais da FTV
- FTV General
- FTV News
- Follow Me TV (FMTV)
- Four Seaon TV (FSTV)